# Poabromylus
Poabromylus — викопний рід парнокопитних ссавців вимерлої родини протоцератид (Protoceratidae), що існував у пізньому еоцені в Північній Америці.

## Поширення
Рештки представників роду знайдені в американських штатах Техас, Колорадо, Каліфорнія, Юта, Вайомінг.

## Опис
Зовні вони схожі на оленів, але тісніше пов'язані з верблюдовими. За оцінками вага тіла становила 20—26 кг. У Poabromylus були дві пари рогів. Крім пари звичайних рогів на голові, у них були додаткові роги на носі.